# Liste der Biografien/Meni
Liste der Biografien |
Portal Biografien |
Personensuche
# |
A |
B |
C |
D |
E |
F |
G |
H |
I |
J |
K |
L |
M |
N |
O |
P |
Q |
R |
S |
T |
U |
V |
W |
X |
Y |
Z |
?
 
Ma |
Mb |
Mc |
Md |
Me |
Mf |
Mg |
Mh |
Mi |
Mj |
Mk |
Ml |
Mm |
Mn |
Mo |
Mp |
Mq |
Mr |
Ms |
Mt |
Mu |
Mv |
Mw |
Mx |
My |
Mz
 
Mea–Mee |
Mef |
Meg |
Meh |
Mei |
Mej |
Mek |
Mel |
Mem |
Men |
Meo |
Mep |
Mer |
Mes |
Met |
Meu |
Mev |
Mew |
Mex |
Mey |
Mez
 
Mena |
Menc |
Mend |
Mene |
Menf |
Meng |
Menh |
Meni |
Menj |
Menk |
Menl |
Menn |
Meno |
Menr |
Mens |
Ment |
Menu |
Menv |
Menw |
Meny |
Menz
Die Liste der Biografien führt alle Personen auf, die in der deutschsprachigen Wikipedia einen Artikel haben. Dieses ist eine Teilliste mit 37 Einträgen von Personen, deren Namen mit den Buchstaben „Meni“ beginnt.

## Meni

### Menia
- Menia, Langobardin, Großmutter König Alboins und Ehefrau des Thüringerkönigs Bisinus
- Méniane, Anne (* 1959), französische Badmintonspielerin
- Meniates, Elias (1669–1714), Erzbischof von Kernike und Kalavryta

### Menic
- Menichella, Daniel L., US-amerikanischer Manager
- Menichelli, Edoardo (* 1939), italienischer Geistlicher, emeritierter römisch-katholischer Erzbischof von Ancona-Osimo und Kardinal
- Menichelli, Franco (* 1941), italienischer Kunstturner
- Menichelli, Giampaolo (* 1938), italienischer Fußballspieler
- Menichelli, Pina (1890–1984), italienische Schauspielerin
- Menick, John (* 1976), US-amerikanischer Video-, Installationskünstler und Autor
- Menicocci, Arrigo (1933–1956), italienischer Ruderer
- Meniconi, Furio (1924–1981), italienischer Schauspieler
- Menicucci, Pier Marino (* 1958), san-marinesischer Politiker

### Menid
- Menidas, Kavallerieoffizier Alexanders des Großen

### Menie
- Menière, Prosper (1799–1862), französischer Arzt

### Menig
- Menig, Fabian (* 1994), deutscher Fußballspieler

### Menik
- Meniker, Nawal (* 1997), französische Hochspringerin
- Meniker, Zvi (* 1964), israelischer Cembalist, Organist, Fortepianist und Musikwissenschaftler
- Meniketti, Dave (* 1953), US-amerikanischer Sänger und GitarristDave Meniketti (* 1953)

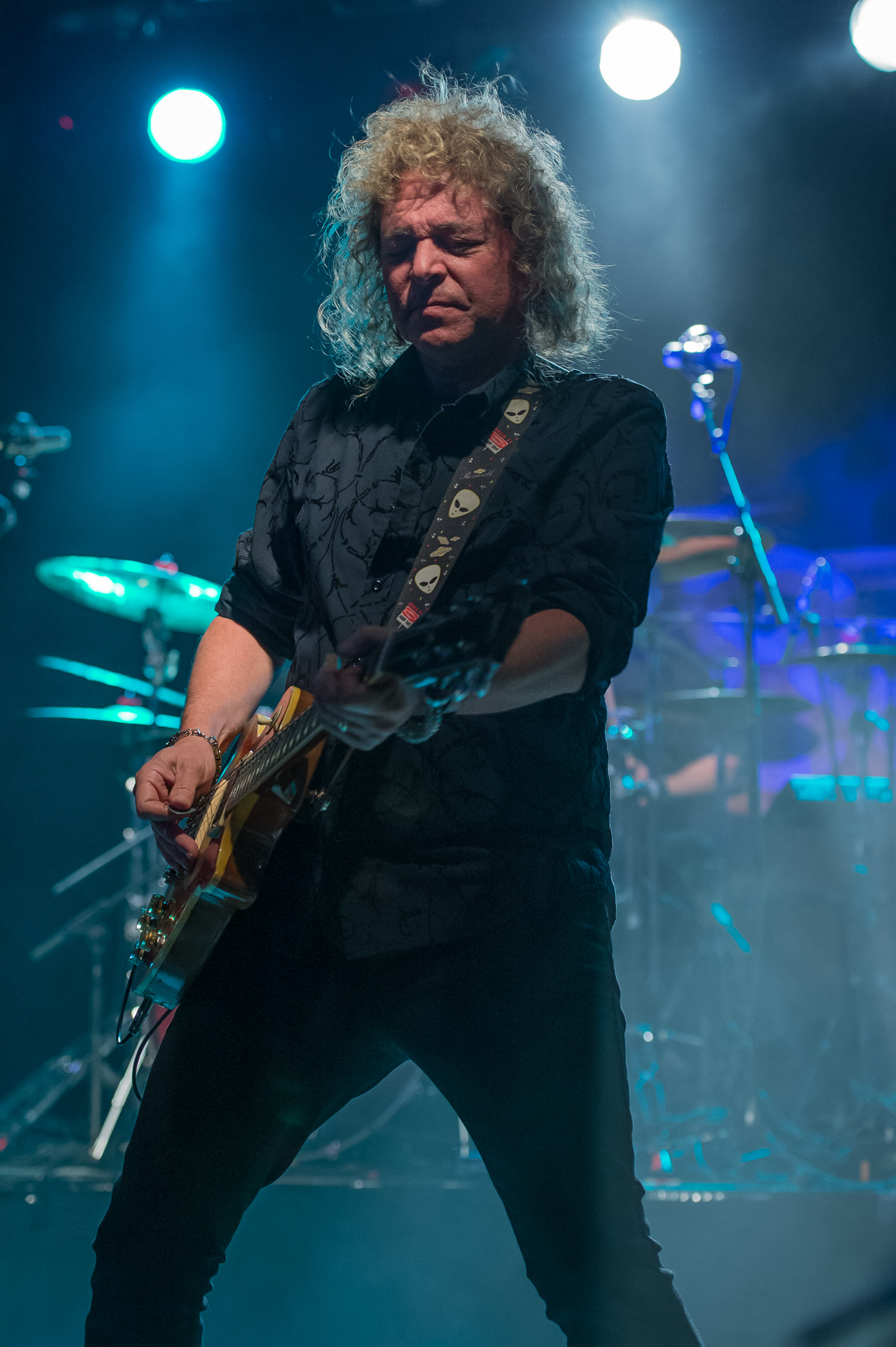
Dave Meniketti (* 1953)

- Menikoff, Barry (* 1939), amerikanischer Literaturwissenschaftler

### Menil
- Menil, August Peter Julius du (1777–1852), deutscher Apotheker
- Ménil, Dominique de (1908–1998), US-amerikanische Kunstmäzenin französischer HerkunftDominique de Ménil (1908–1998)

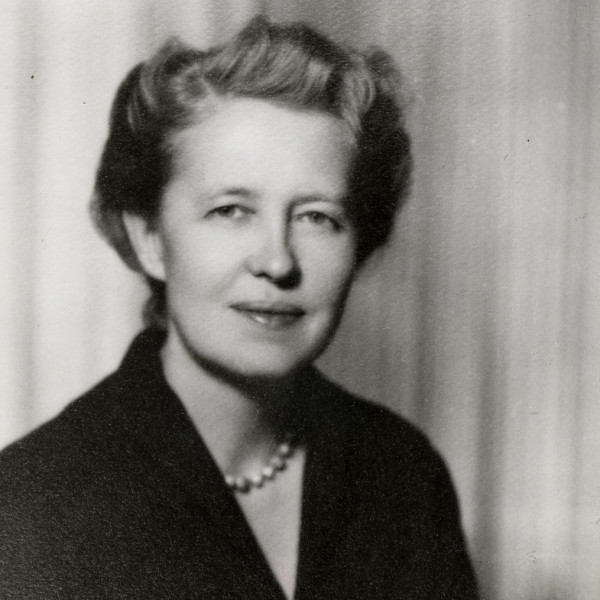
Dominique de Ménil (1908–1998)

- Ménil, Félicien Menu de (1860–1930), französischer Dirigent, Komponist, Esperantist und Autor
- Ménil, Georges de (* 1940), US-amerikanischer Ökonom
- Ménil, René (1907–2004), französischer Philosoph

### Menin
- Menin, Josse de, niederländischer Staatsmann
- Ménina, Hamza (* 1981), algerischer Weitspringer
- Menini, Joaquín (* 1991), argentinisch-spanischer Hockeyspieler
- Menino Jesus, José do (1735–1791), portugiesischer Geistlicher
- Menino, Gabriel (* 2000), brasilianischer Fußballspieler
- Menino, Thomas (1942–2014), US-amerikanischer Politiker der Demokratischen Partei und Bürgermeister von Boston (1993–2014)
- Meninsky, Bernard (1891–1950), britischer Maler, Zeichner und Kunstlehrer
- Meninsky, Carla, US-amerikanische Computerspieledesignerin, Programmiererin und Rechtsanwältin

### Menip
- Menippos von Gadara, griechischer Philosoph; Kyniker

### Menis
- Menis, Argentina (1948–2023), rumänische Leichtathletin
- Menis, Fernando (* 1951), spanischer Architekt

### Meniu
- Menius, Justus (1499–1558), thüringischer Reformator, evangelischer Pfarrer und Autor
- Menius, Matthias (1544–1601), deutscher Mathematiker, Astronom und Bibliothekar